# Annelise Reenberg
Annelise Reenberg (Copenhague, 16 septembre 1919 - Gentofte, 12 décembre 1994) est une directrice de la photographie, réalisatrice et scénariste danoise.

## Biographie
Annelise Reenberg a réalisé 23 films entre 1950 et 1971.